# ایستگاه نیوباری
ایستگاه نیوباری
یک ایستگاه از خط مرکزی و از خطوط متروی لندن است که در نزدیکی پارک نیدوباری قرار دارد و در ۲۹ نوامبر ۱۹۴۷ افتتاح شده است.

## نگارخانه

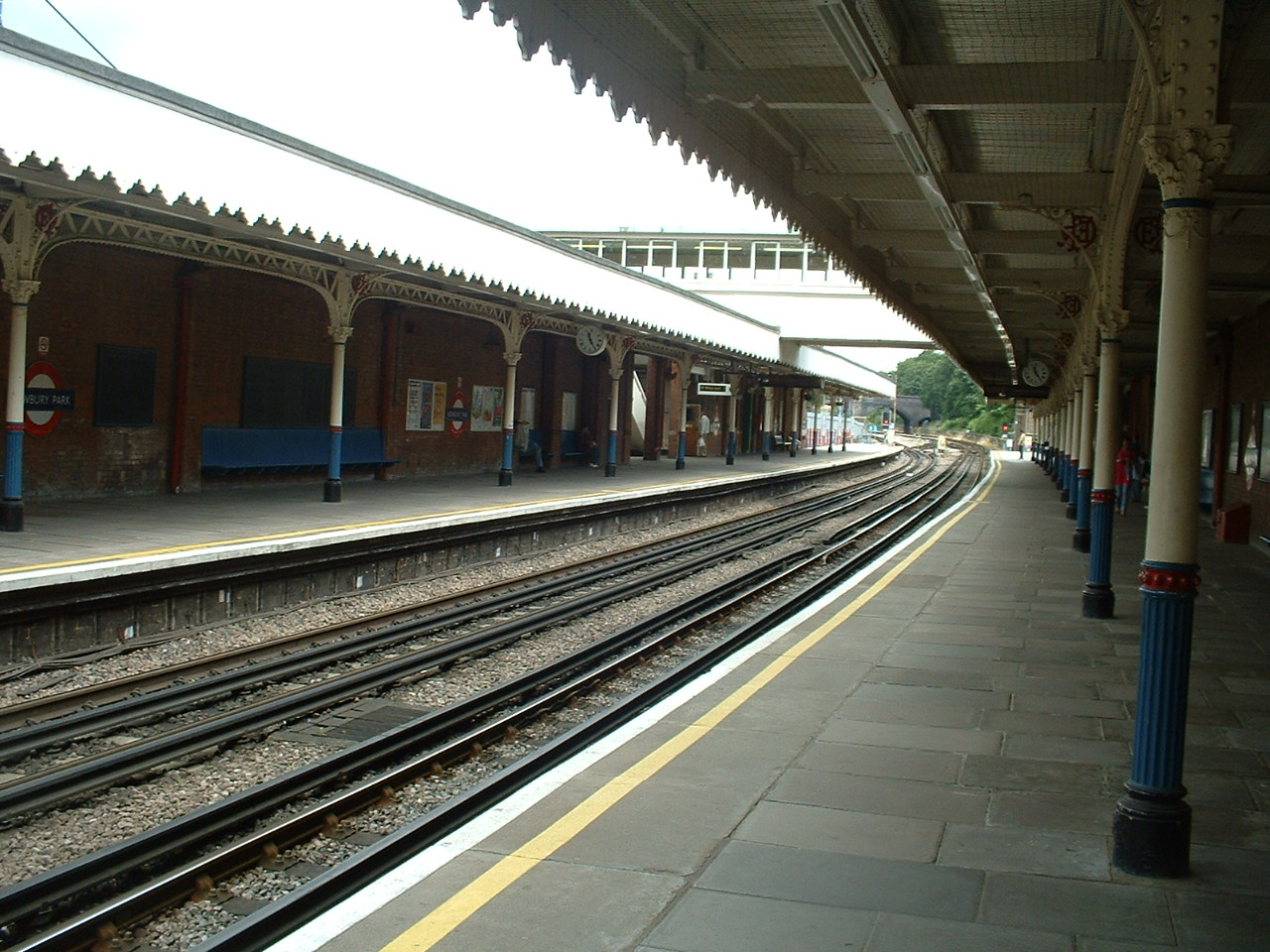
به سمت شرق نگاه می‌کنیم، اگرچه از آنجایی که سکوها در جهت شمال/جنوب قرار دارند، ما در واقع به شمال نگاه می‌کنیم.
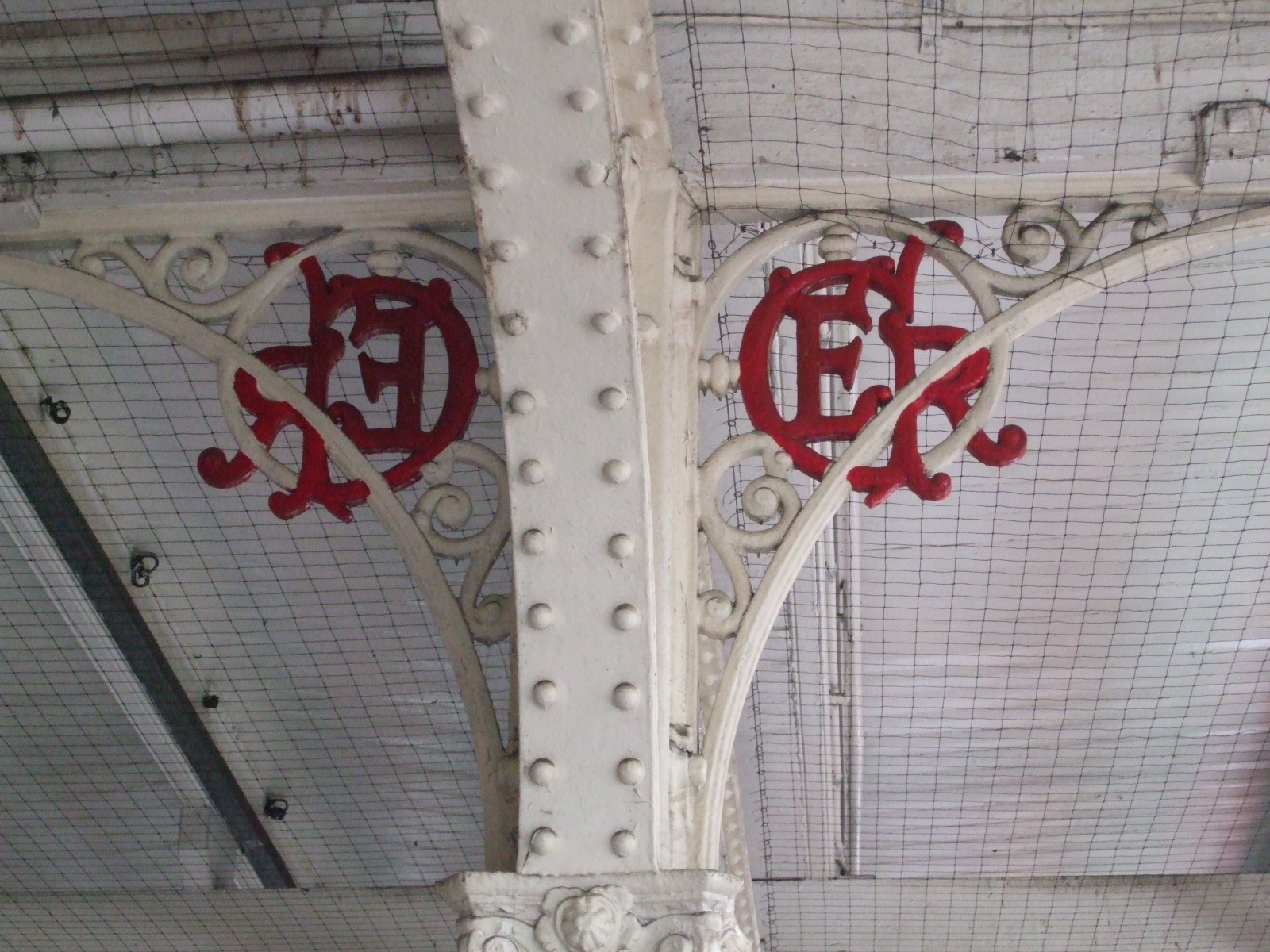
براکت GER هنوز در زیر سایبان پلت فرم قابل مشاهده است.
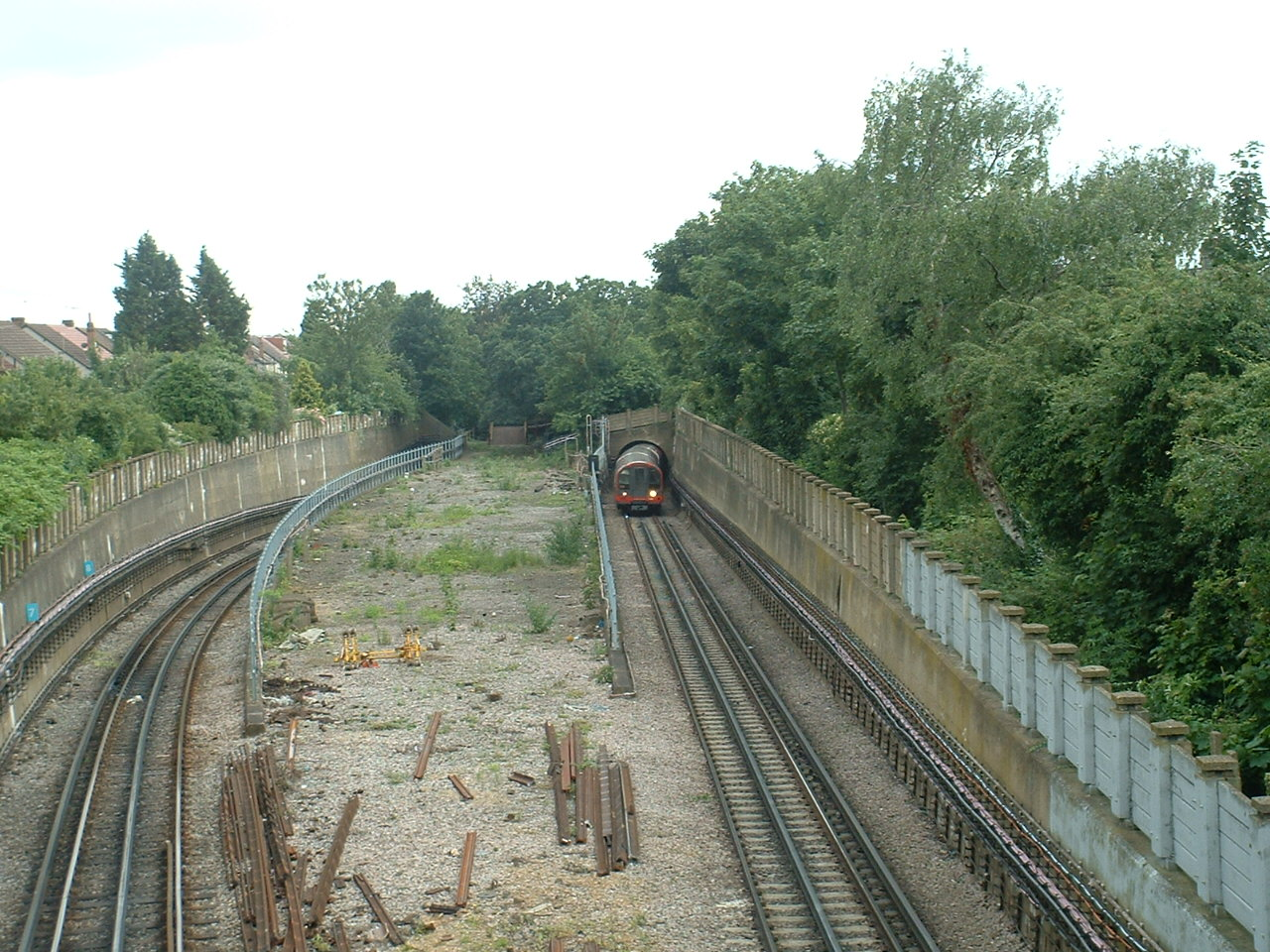
از «خیابان شرقی» به سمت جنوب به سمت خط قبلی به سمت ایلفورد نگاه کنید، با لوله مدرن که از دو طرف جدا شده و در زیر زمین فرومی‌رود تا به سمت غرب به سمت Gants Hill و فراتر از آن حرکت کند.